# Kranzplatz

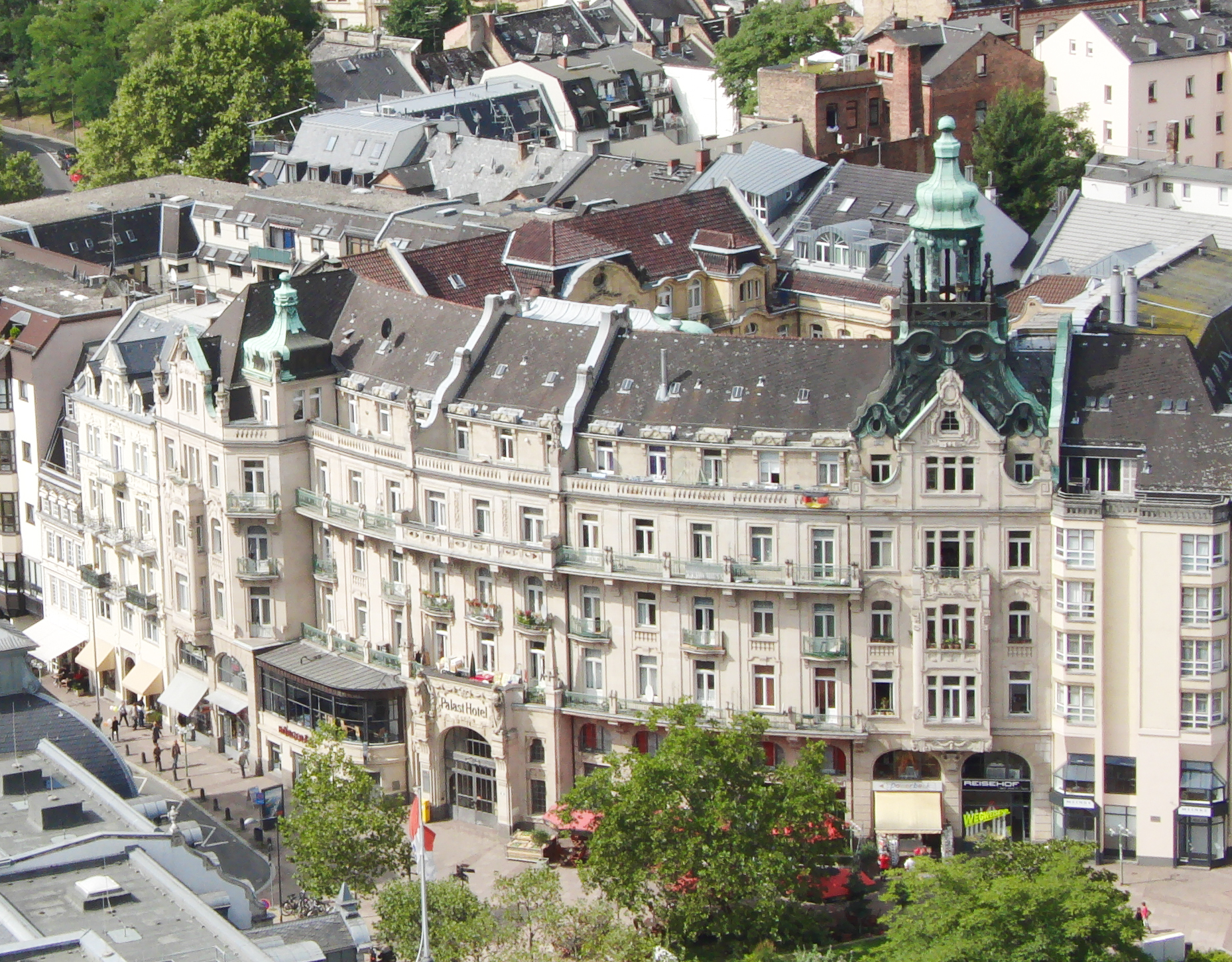
Palasthotel, davor der Kranzplatz

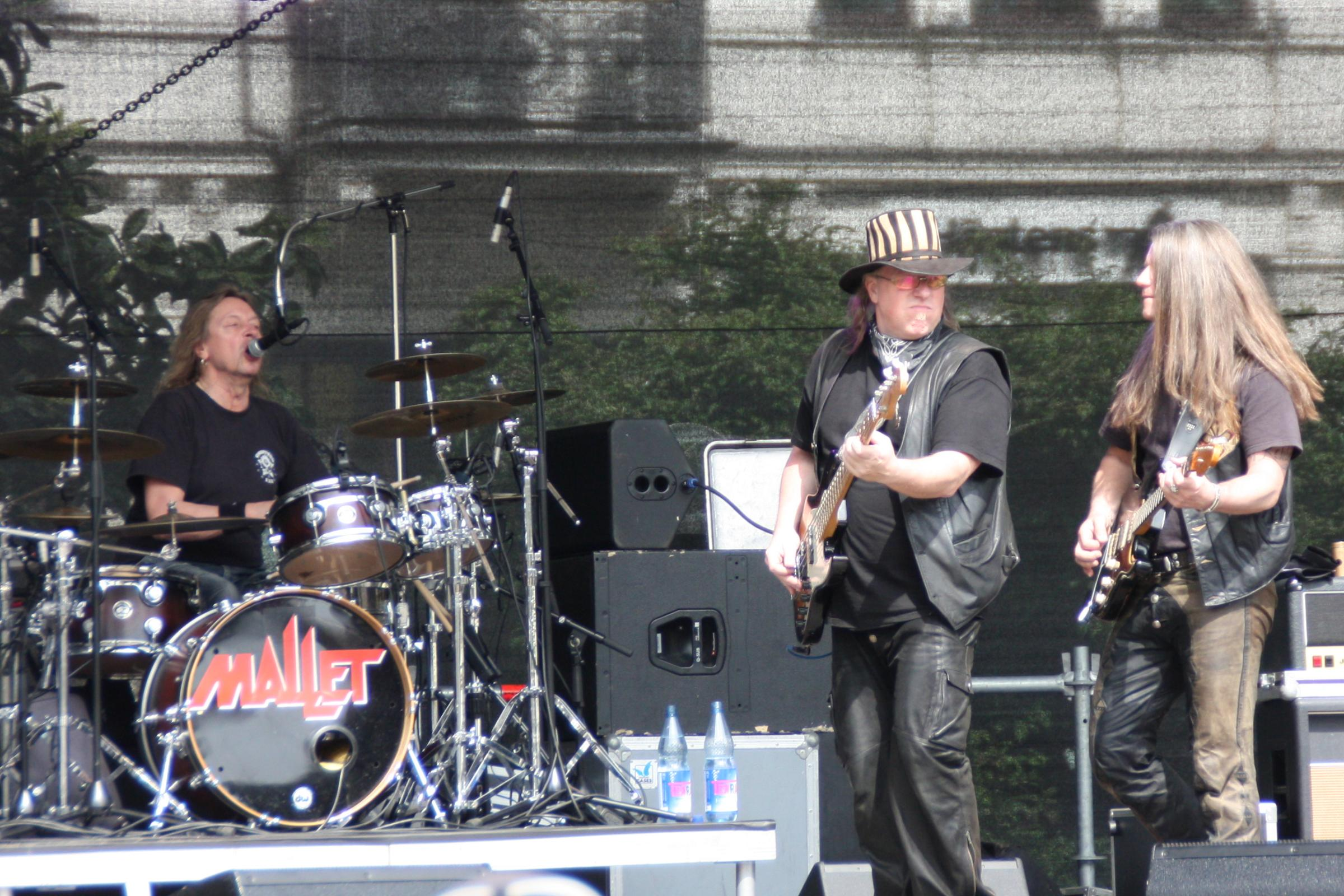
Die Rockband Mallet beim Kranzplatzfest 2013

Der Kranzplatz ist ein Platz im Ortsbezirk Mitte der hessischen Landeshauptstadt Wiesbaden.

## Lage
Der Kranzplatz liegt im Historischen Fünfeck. Er geht direkt in den nördlich gelegenen Kochbrunnenplatz über, auf dem der Kochbrunnen steht, die heißeste Thermalquelle der Stadt. Richtung Süden schließt die Langgasse an, die zentrale Straße der Wiesbadener Fußgängerzone.

## Name
Benannt wurde der Kranzplatz nach einem ovalen Kranz von Bäumen, der nicht mehr vorhanden ist.

## Geschichte
Der Kranzplatz wurde bereits während der römischen Siedlung Aquae Mattiacorum erschlossen, da sich hier Thermalquellen befinden. Im Keller des seit dem 15. Jahrhundert überlieferten Hotels Schwarzer Bock wurden römische Grabsteine und Ziegel gefunden. Am Kranzplatz befanden sich auch das Palast-Hotel, das Hotel Ries und der Englische Hof. Die Gebäude von Schwarzem Bock, Palast-Hotel und Hotel Ries sind in der Liste der Kulturdenkmäler in Wiesbaden-Mitte verzeichnet.
Am Ende des Zweiten Weltkriegs im Jahr 1945 wurden große Teile des Platzes zerstört.
Der Platz ist Veranstaltungsort des Kranzplatzfestes.

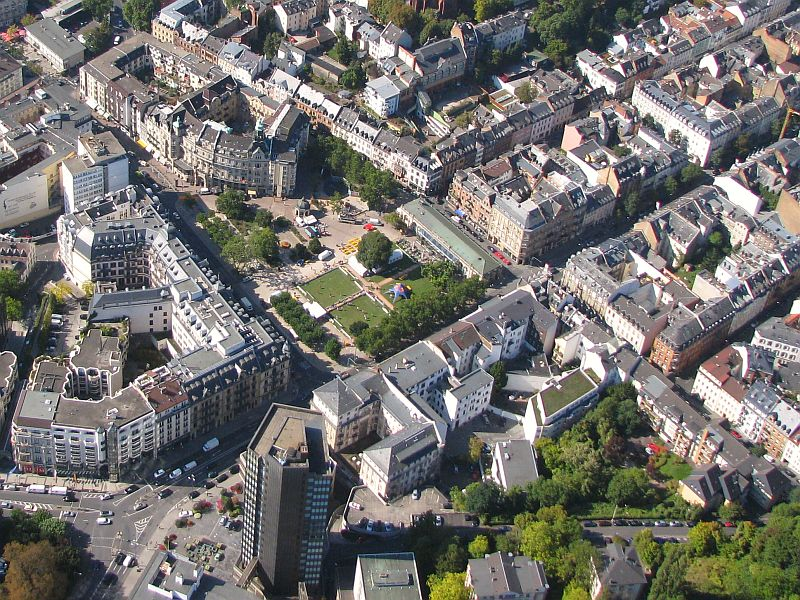
Mittig der begrünte Kochbrunnenplatz, links oberhalb der Kranzplatz
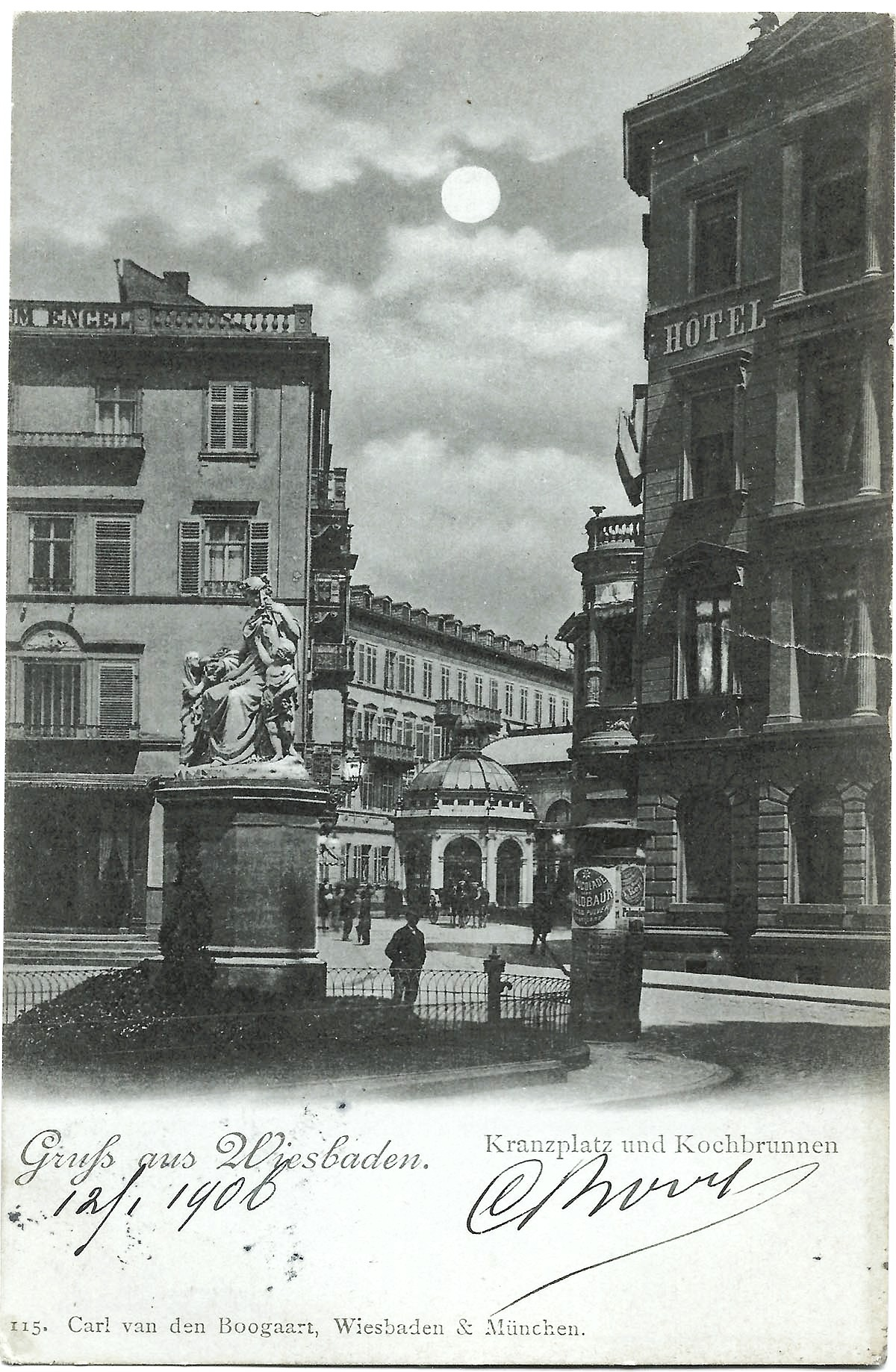
Kranzplatz und Kochbrunnenplatz zu Beginn des 20. Jahrhunderts
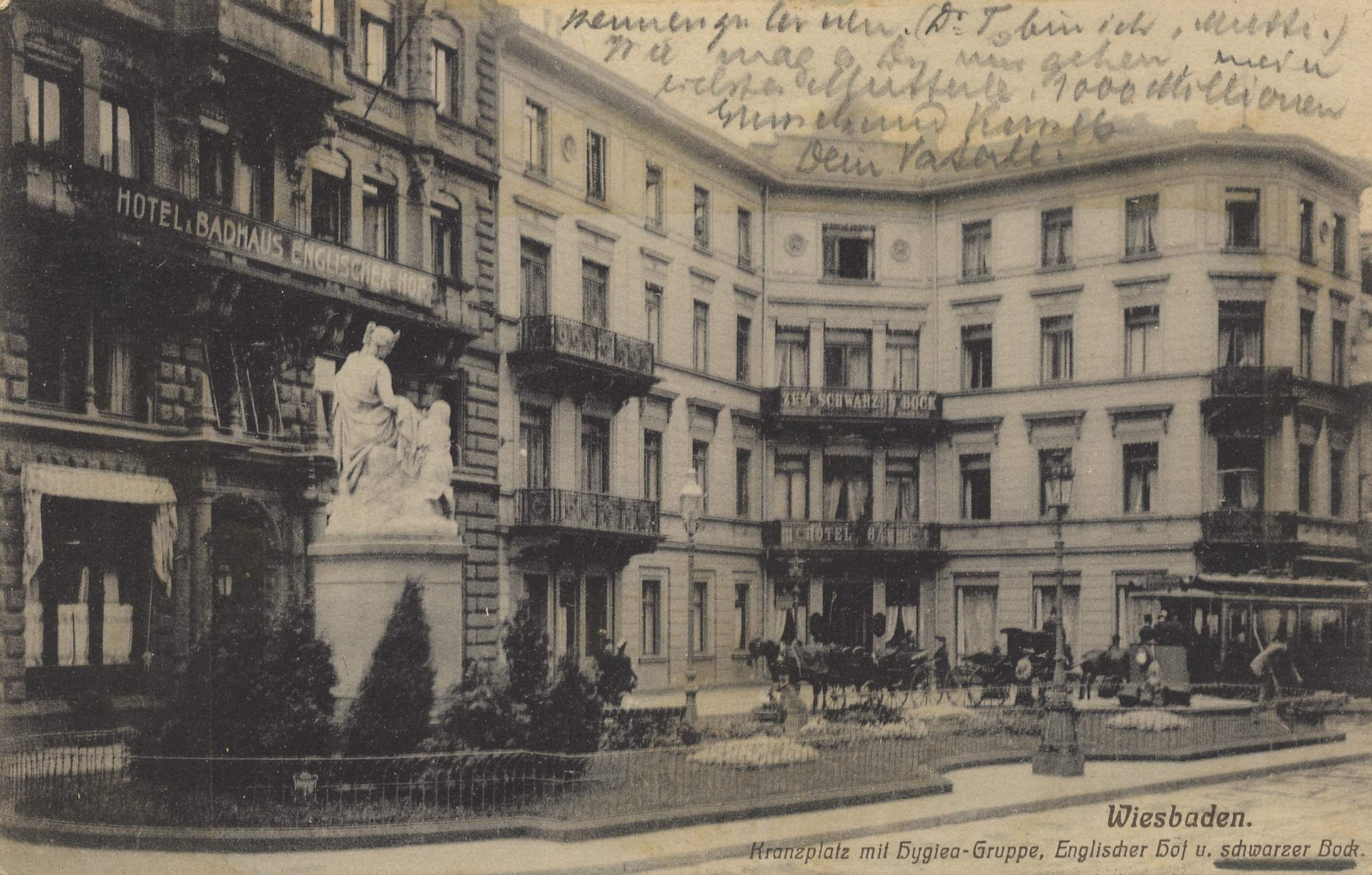
Kranzplatz und Schwarzer Bock, 1907
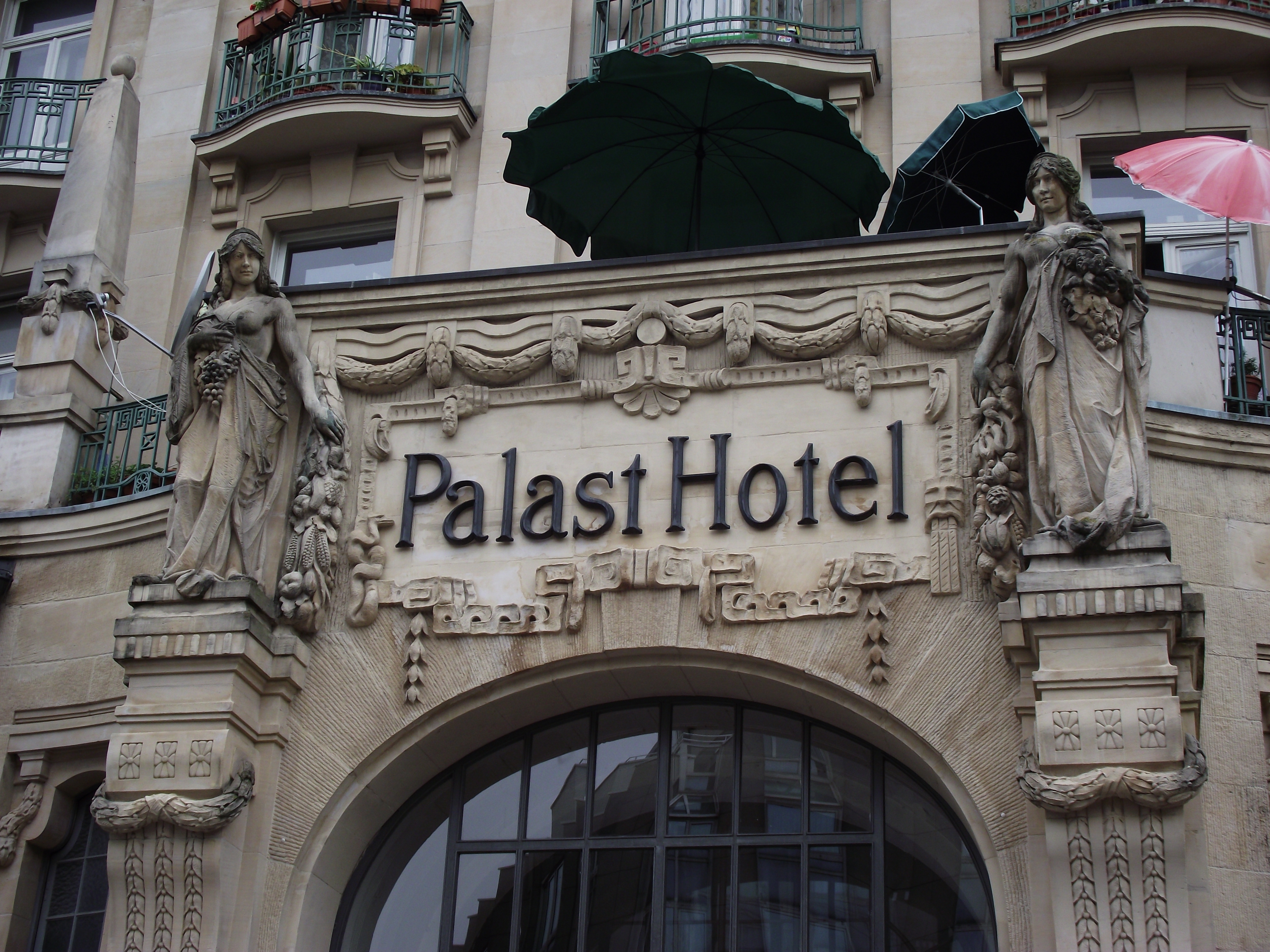
Eingang zum Palast-Hotel
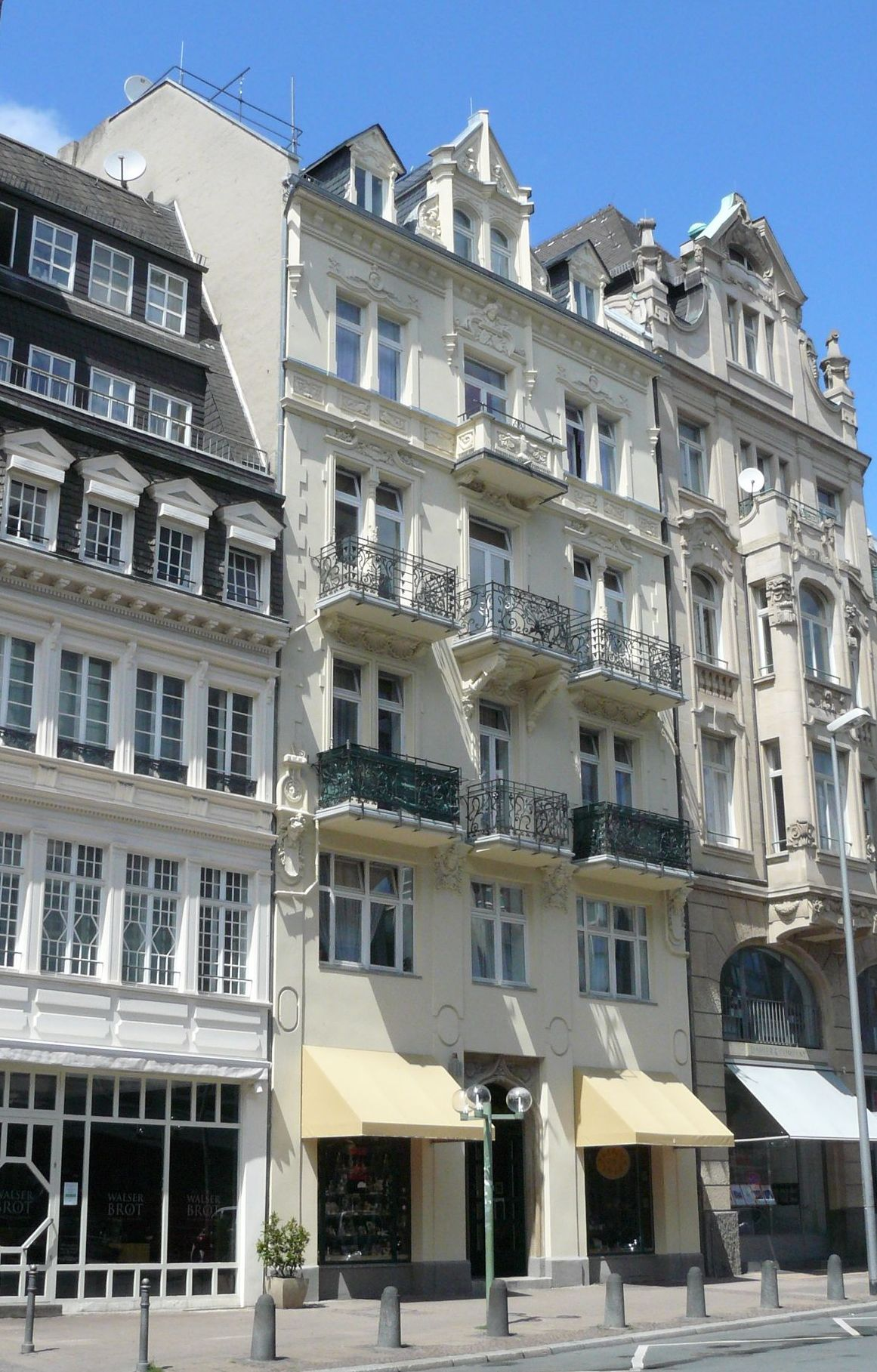
denkmalgeschütztes, ehemaliges Hotel Ries
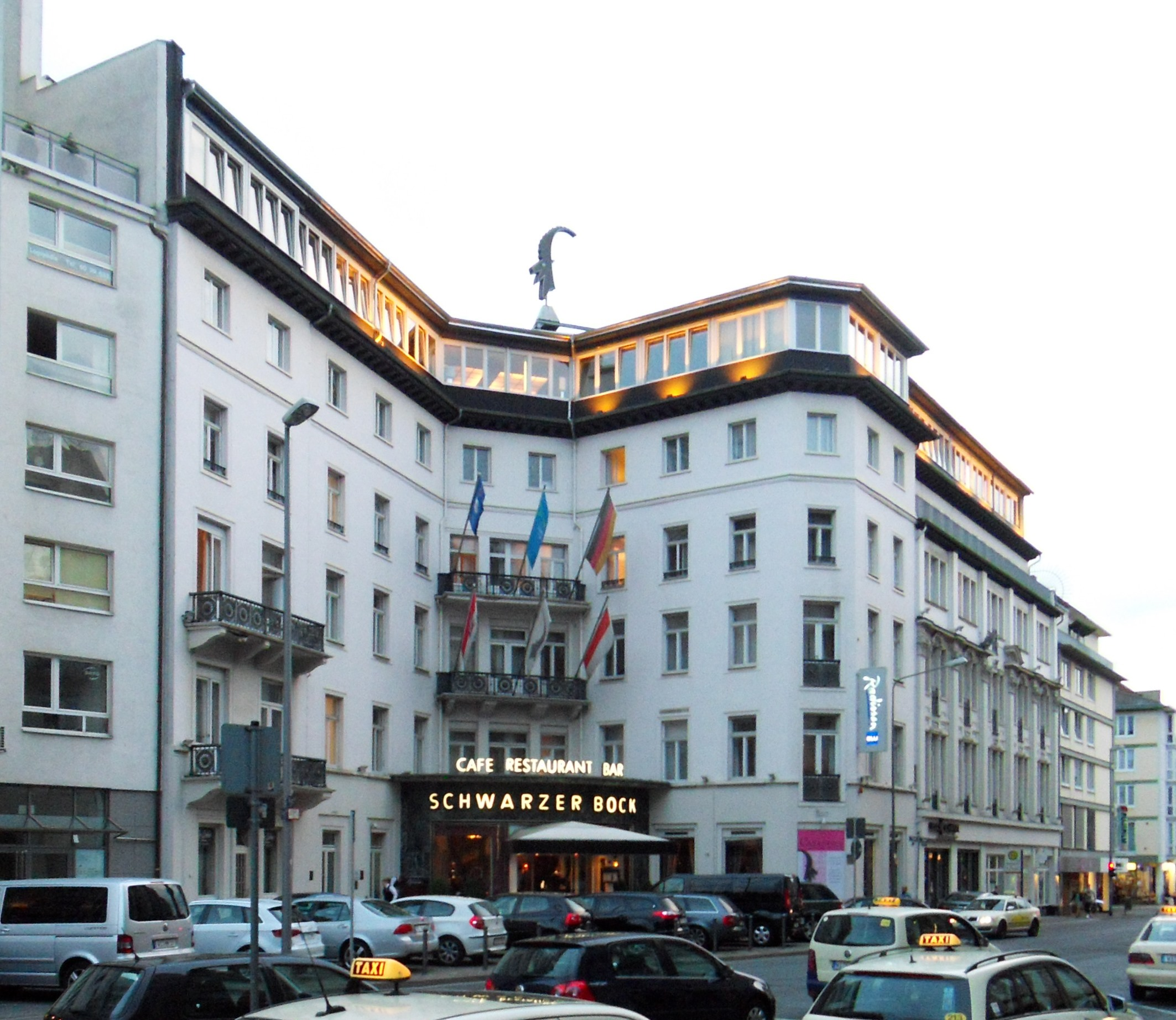
Hotel Schwarzer Bock